# جزيرة كيلوانغ
جزيرة كيلوانغ وهي جزيرة من جزر إندونيسيا، وتتبع في إقليم كليمنتان الجنوبية في إندونيسيا.